# Горня Пиштана
Горня Пиштана (хорв. Gornja Pištana) — населений пункт у Хорватії, у Вировитицько-Подравській жупанії у складі міста Ораховиця.

## Населення
Населення за даними перепису 2011 року становило 5 осіб.
Динаміка чисельності населення поселення:

## Клімат
Середня річна температура становить 10,29 °C, середня максимальна – 23,61 °C, а середня мінімальна – -5,08 °C. Середня річна кількість опадів – 809 мм.
| Клімат поселення                              | Клімат поселення | Клімат поселення | Клімат поселення | Клімат поселення | Клімат поселення | Клімат поселення | Клімат поселення | Клімат поселення | Клімат поселення | Клімат поселення | Клімат поселення | Клімат поселення | Клімат поселення |
| Показник                                      | Січ.             | Лют.             | Бер.             | Квіт.            | Трав.            | Черв.            | Лип.             | Серп.            | Вер.             | Жовт.            | Лист.            | Груд.            |                  |
| Середній максимум, °C                         | 6,30             | 7,46             | 11,72            | 15,56            | 20,50            | 23,61            | 23,14            | 22,70            | 18,88            | 14,08            | 8,49             | 4,57             |                  |
| Середня температура, °C                       | 0,62             | 1,76             | 6,04             | 9,86             | 14,82            | 17,94            | 19,90            | 19,47            | 15,65            | 10,85            | 5,26             | 1,36             |                  |
| Середній мінімум, °C                          | −5,08            | −3,93            | 0,34             | 4,16             | 9,12             | 12,24            | 16,67            | 16,26            | 12,42            | 7,64             | 2,05             | −1,88            |                  |
| Норма опадів, мм                              | 49               | 46               | 50               | 64               | 76               | 101              | 75               | 75               | 63               | 68               | 79               | 63               |                  |
| Середньомісячна швидкість вітру, м/с          | 2.34             | 2.60             | 2.84             | 2.75             | 2.46             | 2.23             | 2.16             | 2.02             | 2.10             | 2.21             | 2.34             | 2.41             |                  |
| Середньомісячна сонячна радіація, кДж/м²·день | 4293             | 7049             | 10860            | 15203            | 19174            | 21119            | 22121            | 19916            | 14780            | 9277             | 4887             | 3636             |                  |
| --------------------------------------------- | ---------------- | ---------------- | ---------------- | ---------------- | ---------------- | ---------------- | ---------------- | ---------------- | ---------------- | ---------------- | ---------------- | ---------------- | ---------------- |
| Джерело:                                      |                  |                  |                  |                  |                  |                  |                  |                  |                  |                  |                  |                  |                  |